# Mohamed Boussati
Mohamed Boussati est un footballeur marocain né en 1955 à Kénitra, qui  jouait au poste d'avant-centre au sein du KAC de Kénitra et de l'équipe nationale du Maroc.

## Biographie
Mohamed Boussati commence, dès l'âge de dix ans, à jouer au football avec l'équipe de son quartier  dar chabab (Hayat Saghira) à la médina de Kénitra, avant de rejoindre la section des cadets du KAC de Kénitra entrainée à l'époque par Souiri.
Son premier match avec l'équipe première du KAC, fut en 1972 contre le WAC, à partir de ce match, il s'impose comme l'un des meilleurs buteurs de l'histoire du championnat marocain, il détient d'ailleurs toujours le deuxième meilleur record du plus grand nombre de buts marqués sur une saison (25 buts).
Il a aussi inscrit 42 buts lors d'une saison en deuxième division.

## En équipe nationale du Maroc
Les matchs "A" :
1. 09/01/1977 Tunisie - Maroc à Tunis 1 - 1 (4 - 2) Elim. CM 1978
2. 05/02/1977 Gabon - Maroc à Libreville 0 - 1 Amical…………………..1 but
3. 23/03/1977 Syrie vs Maroc à Damas : 0 - 2 Amical
4. 03/04/1977 Maroc - Gabon à Rabat 5 - 1 Amical………………………2 buts
5. 28/05/1977 Sénégal - Maroc à Dakar 2 - 3 Amical……………….…….3 buts
6. 09/12/1977 Irak - Maroc à Baghdad 3 - 0 Amical
7. 26/12/1977 Maroc - Irak à Fès 0 - 0 Amical
8. 18/01/1978 Libye vs Maroc 0 - 1 Amical
9. 26/02/1978 Maroc – URSS à Marrakech 2 - 3 Amical
10. 06/03/1978 Maroc - Tunisie à Kumasi 1 - 1 CAN 1978
11. 09/03/1978 Maroc - Congo à Kumasi 1 - 0 CAN 1978
12. 16/11/1980 Maroc – Zambie à Fès 2 - 0 Elim. CM 1982……………….…1 but
13. 30/11/1980 Zambie - Maroc à Lusaka 2 - 0 (4 - 5) Elim. CM 1982
14. 15/02/1981 Maroc - Syrie Fés 3 - 0 Amical
15. 08/03/1981 Maroc - Irak à Fés 1 - 1 Amical………………………………..1 but
16. 22/03/1981 Maroc - Liberia à Fès 3 - 1  Elim. CAN 1982………………..…1 but
17. 04/04/1981 Monrovia : Liberia vs Maroc 0 - 5 Elim. CAN 1982
18. 26/04/1981 Maroc - Egypte à Casablanca 1 - 0 Elim. CM 1982
19. 08/05/1981 Le Caire : Egypte vs Maroc 0 - 0 Elim. CM 1982
20. 16/08/1981 Maroc - Zambie 2 - 1 Elim. CAN 1982………………………1 but
21. 27/09/1981 Maroc - Tunisie à Kénitra 2 - 2 Amical………………………1 but
22. 15/11/1981 Maroc - Cameroun à Kénitra 0 - 2 Elim. CM 1982
23. 03/10/1982 Riyad : Arabie Saoudite vs Maroc 2 - 1 Amical

Les matchs "B" :
1. 21/09/1979 : Grèce Amateur vs Maroc : 1 - 1 Jeux Méd 1979
2. 25/09/1979 : Yougoslavie "B"vs Maroc : 2 - 1 Jeux Méd 1979……1 but

## Carrière
- 1972 - 1991 : KAC de Kénitra  Maroc

## Palmarès

### En clubs
- 1972 : Champion du Maroc
- 1976 : Finaliste de la Coupe du Trône
- 1979 : Vice-Champion du Maroc
- 1981 : Champion du Maroc
- 1982 : Champion du Maroc
- 1984 : Finaliste de la Ligue des Champions arabes
- 1985 : Vice-Champion du Maroc
- 1991 : Finaliste de la Coupe du Trône

### Distinctions
- 1976 : Meilleur buteur du Championnat marocain D2 (36 buts)
- 1977 : Meilleur buteur du Championnat marocain (17 buts)
- 1981 : Meilleur buteur du Championnat marocain (17 buts)
- 1982 : Meilleur buteur du Championnat marocain (27 buts, record du championnat)